# 一ノ瀬みか
一ノ瀬 みか（いちのせ みか、2000年4月12日 - ）は、日本のモデル、歌手、作詞作曲など幅広く活動する女性クリエイター。音楽プロジェクト・REVLUVのボーカル、女性アイドルグループ・神宿の元メンバー。東京都出身。アソビシステム所属。

## 概要
2014年、原宿にいたところ芸能事務所からのスカウトをきっかけにアイドルグループ「神宿」のセンターとして芸能界デビューを果たす。順調に活動を続けていたが、2021年に体調、精神不調に見舞われ休養期間後に同グループを脱退。
約5か月後の2022年4月にSNSを再開、6月からフリーで芸能活動を再開した。現在はモデルや歌手としての活動に主軸を置きながらドラマや舞台出演など女優活動も行っている。モデル時の多くの写真を関根いおんが担当している。ギターを弾く姉の影響で小学生の頃からベースを弾いている。特技はイラスト。
2024年1月より神宿時代の楽曲を多く手掛けてきたKITA.こと上北健とのユニット「REVLUV」を結成。公式サイトのプロフィールには同ユニットのコンセプトが以下の通り載っている。

## 略歴

### 2014年
- 09月28日、神宿のセンター赤色担当としてデビュー[5]。

### 2015年
- 11月27日、講談社主催「ミスiD2016」受賞[12]。

### 2016年
- 03月25日、日本財団「海と日本PROJECTうみぽすグランプリ」アンバサダーに就任[13]。
- 03月27日、テレビ東京『ゴッドタン』「この次世代アイドル知ってんのか 2016」今一番カワイイ部門第1位[14]。

### 2017年
- 05月27日、@JAM EXPO 2017オフィシャルナビゲーターに就任。SUPER☆GiRLS・阿部夢梨、つりビット・安藤咲桜と共に期間限定ユニット「サクラノユメ。」を結成[15]。
  - 08月27日、サクラノユメ。解散。

### 2018年
- 09月28日、テレビ東京ドラマ『GIVER 復讐の贈与者』出演 - 血ノ池ぴち 役

### 2019年
- 03月01日、KMNZのMV「VR」に出演。

### 2020年
- 11月01日、『関ジャム完全燃SHOW』「プロが選んだ令和のアイドル界スゴいボーカリスト10人」に選出される[16]。

### 2021年
- 11月24日、体調、精神不調により休養期間を経た後、神宿脱退[17]。

### 2022年
- 07月29日、YouTubeチャンネル開設[18]。
- 08月13日、オフィシャルショップ開設。

### 2023年
- 02月13日、自身が作詞、作曲のオリジナルソングの4ヶ月連続リリースを発表。
  - 03月11日、1stシングル「ビタミンC」リリース。
  - 04月11日、2ndシングル「盆」リリース。
  - 05月11日、3rdシングル「プリズム」リリース。
  - 06月11日、4thシングル「造花」リリース。
- 08月01日、ファンコミュニティにてEP「皆既食」数量限定先行販売。
- 08月01日、SUPER DIRECTION INCへの所属が決定[1]。

### 2024年
- 01月19日、REVLUVのボーカル担当として音楽活動の再始動を発表[2]。楽曲は上北健が担当する[19]。
  - 03月10日、デビュー対バンライブ開催[20]。
  - 05月29日、1stシングル「DBって」リリース。[21]
- 0９月2日アソビシステムに所属することを発表[4]

## 楽曲

### 一ノ瀬みか(2022年以降)

#### カバー・コラボ楽曲
| カバー楽曲     | カバー楽曲              | カバー楽曲             | カバー楽曲                          |
| 公開日         | タイトル                | オリジナルアーティスト | 備考                                |
| -------------- | ----------------------- | ---------------------- | ----------------------------------- |
| 2022年9月2日   | 夜空ノムコウ            | SMAP                   | YouTubeチャンネル内で公開。         |
| 2022年9月13日  | Sucker                  | Jonas Brothers         | YouTubeチャンネル内で公開。         |
| 2022年9月20日  | Hype Boy                | NewJeans               | YouTubeチャンネル内で公開。         |
| 2022年9月26日  | 踊り子                  | Vaundy                 | YouTubeチャンネル内で公開。         |
| 2022年10月3日  | 逆光                    | Ado                    | YouTubeチャンネル内で公開。         |
| 2022年10月22日 | 不可幸力                | Vaundy                 | YouTubeチャンネル内で公開。         |
| 2022年10月28日 | Pink Venom              | BLACKPINK              | YouTubeチャンネル内で公開。         |
| コラボ楽曲     |                         |                        |                                     |
| 発売日・配信日 | タイトル                | コラボアーティスト     | 備考                                |
| 2022年12月21日 | Phantom feat.一ノ瀬みか | Bimi                   | Bimi 1stアルバム「Chess」内に収録。 |

### REVLUV(リブラブ)
| 配信シングル | 配信シングル       | 配信シングル       | 配信シングル                                                                                                  |
| #            | 配信日             | タイトル           | 備考 |
| ------------ | ------------------ | ------------------ | --- |
| 1st          | 2024年5月29日      | DBって             | 1990年代のポップスのニュアンスを現代風に解釈し 日常にの中にある奇跡のような瞬間を歌詞で描いたポップなナンバー |
| 未音源化楽曲 |                    |                    | |
| #            | タイトル           | タイトル           | 備考 |
| ―            | 美々               | 美々               | REVLUVデビューライブで初披露。 YouTube公式チャンネルでは各楽曲のティザームービーが視聴可能。                  |
| ―            | WHITE×WHITE        | WHITE×WHITE        | REVLUVデビューライブで初披露。 YouTube公式チャンネルでは各楽曲のティザームービーが視聴可能。                  |
| ―            | 破茶滅茶           | 破茶滅茶           | REVLUVデビューライブで初披露。 YouTube公式チャンネルでは各楽曲のティザームービーが視聴可能。                  |
| ―            | ラブ・トラベリング | ラブ・トラベリング | REVLUVデビューライブで初披露。 YouTube公式チャンネルでは各楽曲のティザームービーが視聴可能。                  |
| ―            | 空飛ぶ日記帳       | 空飛ぶ日記帳       | REVLUVデビューライブで初披露。 YouTube公式チャンネルでは各楽曲のティザームービーが視聴可能。                  |
| ―            | 重なれ、瞳         | 重なれ、瞳         | REVLUVデビューライブで初披露。 YouTube公式チャンネルでは各楽曲のティザームービーが視聴可能。                  |
| ―            | 最愛               | 最愛               | REVLUVデビューライブで初披露。 YouTube公式チャンネルでは各楽曲のティザームービーが視聴可能。                  |
| ―            | 二目惚れ           | 二目惚れ           | REVLUVデビューライブで初披露。 YouTube公式チャンネルでは各楽曲のティザームービーが視聴可能。                  |

### Vsinger 一ノ瀬ミカ[7]

#### カバー楽曲
| 公開日         | タイトル                         | オリジナルアーティスト | 備考                                                         |
| -------------- | -------------------------------- | ---------------------- | ------------------------------------------------------------ |
| 2022年12月18日 | フォニイ                         | ツミキ                 | 【イラスト:雪乃くりす。】                                    |
| 2022年12月25日 | ヲズワルド                       | 煮ル果実               | 【イラスト:朝比奈永】                                        |
| 2023年1月4日   | KICK BACK                        | 米津玄師               | YouTube公式チャンネルショート動画。                          |
| 2023年1月7日   | ロウワー                         | ぬゆり                 | YouTube公式チャンネルショート動画。                          |
| 2023年1月10日  | Overdose                         | なとり                 | YouTube公式チャンネルショート動画。                          |
| 2023年1月15日  | 酔いどれ知らず                   | kanaria                | YouTube公式チャンネルショート動画。                          |
| 2023年1月19日  | サウダージ                       | ポルノグラフィティ     | YouTube公式チャンネルショート動画。ハモリチャレンジ1発録り。 |
| 2023年1月22日  | 回る空うさぎ                     | Orangestar             | 【イラスト:雪乃くりす。】                                    |
| 2023年1月29日  | トウキョウ・シャンディ・ランデヴ | MAISONdes              | YouTube公式チャンネルショート動画。                          |
| 2023年1月29日  | 神のまにまに                     | れるりり               | 【イラスト:朝比奈永】                                        |

### 神宿時代の楽曲(2015年 - 2021年)

#### ソロ楽曲
| 発売日・配信日・公開日 | タイトル                       | 販売形式               | 備考                                                                           |
| ---------------------- | ------------------------------ | ---------------------- | ------------------------------------------------------------------------------ |
| 2019年5月10日          | はじまりの合図 一ノ瀬みか Ver. | Mカード・配信          | 【作詞・作曲:玉屋2060%】配信は2020年4月29日から。                              |
| 2021年7月30日          | Outro:Lion                     | CD・配信               | 【作詞:一ノ瀬みか、KITA. 作曲:KITA.】神宿アルバム「THE LIFE OF GIRLS」内収録。 |
| 2021年9月20日          | Lion                           | 配信                   | 上記「Outro:Lion」のリマスター・シングルカット。                               |
| カバー楽曲             |                                |                        |                                                                                |
| 公開日                 | タイトル                       | オリジナルアーティスト | 備考                                                                           |
| 2020年5月19日          | Fly Me To The Moon             | Felicia Sanders        | 神宿YouTubeチャンネル内で公開。                                                |
| 2020年5月31日          | Love Yourself                  | Justin Bieber          | 神宿YouTubeチャンネル内で公開。                                                |
| 2020年9月17日          | Dynamite                       | BTS                    | 神宿YouTubeチャンネル内で公開。                                                |
| 2021年2月25日          | Chandelier                     | Sia                    | 神宿YouTubeチャンネル内で公開。                                                |
| 2021年9月7日           | Butter                         | BTS                    | 神宿YouTubeチャンネル内でMV公開。                                              |

### サクラノユメ。の楽曲
| 発売日・配信日 | タイトル        | 販売形式 (品番) | 備考 |
| -------------- | --------------- | --------------- | --- |
| 2017年5月26日  | ドリーム☆ロード | CD (TGCS-10131) | 2017年に結成された期間限定ユニット「サクラノユメ。」のEP。 CDトラック#4は一ノ瀬のソロバージョン収録。2017年6月16日YouTubeでMV公開。 |

### その他の楽曲
| タイトル        | 備考 |
| --------------- | --- |
| うみぽす♡大好き | 【作詞:加藤才明 作曲:Dragonfly 楽曲・ダンスプロデュース:KEN】 日本財団「海と日本PROJECT うみぽすグランプリ2016」テーマソング。 同団体YouTubeチャンネルからMV視聴可能。 |
| (曲名不明)      | テレビドラマ「GIVER 復讐の贈与者」血ノ池ぴち(星美里)役の楽曲。 |
| (曲名不明)      | 舞台「令和源氏オペレッタ」でのソロ楽曲。中村インディアのYouTubeチャンネル動画内で確認可能。                                                                            |

## モデル
- ミスiD2016お披露目in日本橋公会堂　縷縷夢兎ショーモデル（2016年）
- ファッション誌smart「日本ツインテール化計画！」（2016年）
- トキメキグラフィティ（2016年）
- 小説「コンテクスト・オブ・ザ・デッド」表紙モデル（著：羽田圭介、2016年）
- クリアストーン「アイドルクロゼット」（2017年）
- MIKIO SAKABE×∀iDOL StyleBook第二弾（2018年）
- 週刊アスキーNo.1197 表紙モデル（角川アスキー総合研究所、2018年9月25日）
- ICON「シンセサイザーと音楽制作ツールの話題を取り上げるWebメディア」（2018年12月 - 2021年10月）
- MIKA ICHINOSE×LIVERTINE AGE（2019年5月10日）
- IDOL FILE Vol.20 Elegance PHOTO EXHIBITION
  - 2021年1月13日 - 28日、渋谷ロフト
  - 2021年2月6日 - 14日、名古屋ロフト
  - 2021年3月2日 - 14日、梅田ロフト
- REFLEM × 一ノ瀬みか SPECIAL COLLABORATION（2022年7月1日 - 20日、ラフォーレ原宿）
  - COLLABORATION VISUAL DECORATION
  - COLLABORATION WEBCATALOG[22]
- 関根いおん写真展「今を翔ける（2022年10月1日 - 9日、東急プラザ渋谷）
- killremote 2022 Tracksuit collection “ours”
- Polaroid I-2[23]

## 出演

### 映画
- マイ・フレンドシップ・キルト（2015年8月、つくばテレビ、DVD品番：PGF-001） - 仁藤綾乃 役[24]
- MAX THE MOVIE（2016年2月6日、村井智建主演） - 本人役
- 神宿スワン（2016年10月） - 本人役[25]
- 君がいて完成するパズル（2017年10月）[26] - 本人役

### 舞台
- 新感覚舞劇「令和源氏オペレッタ」（2023年7月8日） - 夕顔 役[9]

### テレビ

#### ドラマ
- 貴族探偵（2017年5月8日、フジテレビ） - 神宿
- GIVER 復讐の贈与者（2018年9月14日・21日・28日、テレビ東京） - 血ノ池ぴち（星美里） 役

#### バラエティ
- AKIBAカルチャーズ劇場生放送 (2015年7月1日 - )
- 神が宿る場所〜夏が勝負だ!超神宿旋風 (2015年7月18日 - 2015年10月19日、アイドル専門チャンネルPigoo)
- みいさんぽ (2015年12月18日、Kawaiian TV)
- アイドルお宝くじ (2016年1月29日・8月12日・9月2日・10月7日・12月23日・2017年4月21日・8月18日・9月1日、テレビ朝日)
- TOKYO IDOL TV (2016年3月10日、フジテレビ)
- ゴッドタン (2016年3月26日、テレビ東京)
- FULL CHORUS (2016年5月31日・6月7日・2018年5月8日、BSスカパー!)
- Kawa10カクモク#8 「神宿の神が宿る90分」 (2016年7月21日、Kawaiian TV)
- TOKYO IDOL FESTIVAL TV 2016 (2016年8月6日、フジテレビ)
- NEO決戦バラエティ キングちゃん (2016年8月22日、テレビ東京)
- 魁!ミュージック (2016年12月6日、フジテレビ)
- 指原議長とアイドル国会 (2016年12月22日、フジテレビ)
- 音ボケPOPS (2016年12月24日・2018年5月12日、TOKYO MX)
- 次ナルTV-G (2017年1月20日、フジテレビ)
- DREAM FACTORY (2017年2月17日、フジテレビONE)
- 二次元同好会 #6 (2017年2月23日、Kawaiian TV)
- 神宿 Zepp DiverCity ワンマンライブ 『神が宿る場所〜私たちの無限の可能性を信じてみよう〜』 (2017年3月11日、テレ朝チャンネル1)
- 月刊 アニ愛でるTV! (2017年6月6日 - 2019年5月、Kawaiian TV)
- ウソのような本当の瞬間!30秒後に絶対見られるTVスペシャル (2017年6月20日、テレビ東京)
- 東京アイドル戦線 (2017年7月27日・10月5日・11月16日・2018年3月15日、テレビ東京)
- RSKイブニング5時 (2017年8月3日、山陽放送)
- この指と〜まれ! (2017年8月11日、フジテレビ)
- HOT WAVE (2017年11月5日、テレビ埼玉)
- ただいま、ゲーム実況中!!アイドルSP (2017年12月22日、テレ朝チャンネル1)
- 音エモン (2018年1月27日・2月3日、関西テレビ)
- アイドルお宝くじ 特別編 バレンタインだよ!愛の名曲カヴァーし NIGHT (2018年2月11日、テレ朝チャンネル1)
- バズリズム02 (2018年5月4日、日本テレビ系)
- 超!アイドル戦線〜Men'sSide&Girl'sSide〜 (2018年6月7日、TOKYO MX)
- 実話怪談倶楽部 (2018年8月21日、フジテレビONE)
- 美少女クエスト (2018年11月1日、フジテレビ
- 神宿ワンマンライブ in 豊洲PIT～新メンバー選考に密着ドキュメント～ (2019年7月6日、テレ朝チャンネル1)
- 神宿5周年記念ワンマンライブ神が宿る場所～君が君らしくあればいいのさ～ (2019年11月30日、テレ朝チャンネル1)
- プレミアの巣窟 (2019年12月16日、フジテレビ)
- Eネ!～神宿の誉めごろし賛歌＆マヂカルラブリーの君に捧げるTV～ (2020年8月1日、テレビ東京)
- バズリズム02 (2020年10月23日、日本テレビ系)
- N-18 凸 (2020年10月31日、25時45分 - 、石川テレビ)
- 関ジャム 完全燃SHOW (2020年11月1日、テレビ朝日)
- Artist#18File (2021年2月2日《再放送2月4日》・23日《再放送2月25日》、TOKYO MX)
- 六本木アイドルフェスティバル完全版

(2021年9月18日、CSテレ朝チャンネル1)
- バズリズム02 (2021年9月24日・2022年6月10日、日本テレビ系)
- ハマスカ放送部 (2023年3月7日、テレビ朝日)
- Tune (2023年7月27日、フジテレビ)
- ゲームズ・ボンド (2023年9月24日、テレビ朝日)

### WEB配信

#### ドラマ
- Lilygirl 第一期 ショートムービー「ハルヒとミカ」 (2016年1月20日、YouTube)
- 放課後スケボードラマ「ラブ・キッド・スケーター」3話・4話 (2022年4月6日・13日、VISION) - 小野心陽 役[8]

#### バラエティ
- 神宿ってなんでSHOW (2014年12月5日 - 2018年6月29日、SHOWROOM)
- DJ Tomoaki's Radio Show! (2016年2月11日、ニコニコ生放送、下北FM)
- dropのかようびのふたつむすび (2015年9月29日、SHOWROOM)
- 安田大サーカス・クロちゃんのIDOL ST@TION (目黒FM)
- dropのかようびのふたつむすび (2015年9月29日、SHOWROOM)
- 安田大サーカス・クロちゃんのIDOL ST@TION - (2017年8月7日、2017年11月10日、2017年12月4日、目黒FM)
- AppBankゲーム祭り Vol.0 (2015年11月13日、ニコニコ生放送)
- SHOWROOMクリスマス特番〜アイドルはサンタクロース!〜  (2015年12月25日、SHOWROOM)
- TOKYO IDOL 会議中 (2016年10月28日、ニコニコ生放送)
- 横澤夏子のイイ女しか出れないTV (2016年8月13日、AMESTAGE)
- VDC Live 神宿ターヘルアナトミア

(2016年8月20日、YouTube Live/ニコニコ生放送)
- 神宿2周年記念特番 (2016年9月21日、AMESTAGE)
- ニコラジ (2016年6月29日・12月6日、ニコニコ生放送)
- 原宿発!神宿です。 (2016年10月14日 - 2017年2月16日、AbemaTV FRESH!)
- 美女ランチ (2016年10月24日・25日・26日・27日・28日、AbemaTV)
- 生のアイドルが好き (2016年10月25日・2017年6月26日、ニコニコ生放送)
- FOD みんなとオマエラの歌 (2016年11月25日 - 、フジテレビオンデマンド)
- アニメぴあちゃんねる (2016年12月1日、FRESH!)
- クレイのポジティブTV (2017年1月29日、FRESH!)
- 神宿メンバー生出演 初全国ツアー開催記念〜ライブ映像実況特番〜 (2017年3月1日、ニコニコ生放送)
- 音ボケSTATION  (2017年3月23日、渋谷クロスFM)
- 神宿みかちんのミカクラ実況 (2017年5月4日 - 、FRESH!)
- TOKYO IDOL FESTIVAL 2017楽屋裏生中継 DAY2 (2017年8月5日、ニコニコ生放送)
- @JAM EXPO 2017直前特番 (2017年8月8日、ニコニコ生放送)
- アニ愛でるRadio (2018年2月28日、Himalaya)
- 神宿TV (2018年7月2日 - 、YouTube Live) - 水曜日
- アニ愛でるラジオ (2018年10月30日・11月6日・2019年1月15日・3月5日、KawaiianTV)
- TV LIFE web (2021年8月27日)
- MiX MUSiC vol.23 (2023年6月26日、MusicChampアプリ生配信)

### CM
- 月刊コミックゼノン (2015年10月 - ) - 共演:木下綾菜
- 引越し侍『よやきゅん』篇 (2016年1月 - )
- 亀田製菓 亀田の柿の種『いつでもカリッと!』篇 (2016年1月 - )[27] - 共演:有村架純ほか。
- ジャパネットたかた『春の家電祭り』篇

(2016年2月 - )
- カラオケ ビッグエコー「パーティーコース」応援ソングCM 第1弾 - 神宿
- カラオケ ビッグエコー「パーティーコース」応援ソングCM 第2弾 - 神宿
- 激辛グルメ祭り2019開幕CM「行くぞ！激辛〜ワイワイと〜」篇 (2019年、テレビ朝日) - 神宿
- 1対1の特典会アプリ『チェキチャ!』私以外みんなチェキチャ編 (2019年9月28日 - ) - 神宿
- カラオケビッグエコー「パーティーコース」応援ソングCM 第3弾 - 神宿
- DMM競輪CMナレーション (2022年8月)
- Polaroid I-2 (2024年4月24日)

### MV
- KMNZ「VR」
- キズナアイ「Again」
- tk2tk 8thシングル「ラストシーン」

### ラジオ
- 神が宿る場所〜下北エフエム編〜 (2015年6月18日、下北FM)
- Doing (2017年7月1日、YBSラジオ)
- 魅力!女子力 (2017年11月16日、四国放送/西日本放送/熊本放送/山口放送)
- NEW NEWS (2017年11月23日、TBCラジオ)
- music×serendipity (2018年2月13日、LOVE FM)
- Morning Brush (2018年4月20日、エフエム仙台)
- MUSIC SHOWER Plus+ (2018年4月27日、RBCiラジオ)
- オリジンアワー (2018年4月27日、エフエム那覇)
- 俺たちの穴! (2018年5月8日、FM FUJI)
- PAO〜N (2018年8月20日、KBCラジオ)
- はっけんラジオ (2018年8月20日、NHK福岡)
- music×serendipity (2018年8月20日、LOVE FM)
- 神宿の神宿RADIO (2018年9月2日、FM佐賀)
- 神宿のトレジャーボトル (2020年6月3日、サイマル放送)
- ちょすなび (2020年11月4日、北海道HBCラジオ)
- GENZ (2020年11月11日、名古屋FM ZIP-FM)

### ゲーム
- Android向けアプリ「アイパラ！ IDOL PARADISE」 (2015年2月27日 - 3月15日)
- 新感覚LINE恋愛シミュレーションゲーム「ユメミル AI:DOL"女子高生Mika編"」(2017年)
- アイコイノート (2020年4月27日、GMOプレイミュージック)[28]
- スターガールズグランプリ「選抜! Star Girls Ranking vol.3 神宿コラボ限定ガチャ」 (2021年7月16日 - 26日)

### アンバサダー
- うみぽすアンバサダー (2016年)
- うみぽすアンバサダー (2017年 - 2020年) - 神宿
- タフラブアンバサダー - (2019年1月22日 - ) - 神宿
- 東京タピオカランド公式アンバサダー (2019年8月13日 - 9月16日) - 神宿
- チェキチャ！アンバサダー (2019年11月 - ) - 神宿
- NEW WAVE LOLITA PROJECT (2023年6月15日 - )

### 企業コラボ・イメージキャラクター等
- タワーレコード新宿店「NO MUSIC, NO IDOL?」キャンペーンキャラクター第140弾 (2016年)[29] - 神宿
- NTTドコモいちおしパック (2018年) - 神宿
- KANGOL REWARD×神宿オリジナルコラボ  (2019年) - 神宿
- adidas Originals「FORUM LOW」 ABC-MART限定モデルデジタルプロモーション (2021年3月18日) - 神宿

### うみぽす関連動画
2016年
- 募集告知
  - 〜10回言ってみて編〜
  - 〜10回言ってみて編・2〜
  - 〜自撮りPRしてみた編〜
  - 〜君が足りない編〜
- うみぽす♡大好き
  - 振り付けバージョン

2017年
- 「海だ〜！」うみぽす2017オープニング
- うみぽす説明ビデオ 海の宣伝ポスターをつくろう
  - 基本編、こども編
- ビーチボールリレー
- うみぽす♡大好き
  - MV 振り付けバージョン
- 動くポスター部門 神宿ビーサンダンス
- 動くポスター部門 海は広いな 沖縄

2018年
- TOPムービー2018
- オープニングムービー
- うみぽすグランプリ告知 日本財団 海と日本PROJECT in 大阪府
- うみぽすグランプリ2018ワークショップ 日本財団 海と日本PROJECT in 岡山
- 動くポスター（動画）部門 ＜エリア賞 ＞ 岡山 -  (声の出演)

## 書籍・雑誌等
- 私だけがいない世界。ミスiD公式フォトブック (2016年7月1日) - メタブレーン
- ENTAME(エンタメ) - 徳間書店
  - 2015年11月号(2015年4月30日)
  - 2023年6、7月合併号(2023年4月28日)
- MARQUEE - マーキーインコーポレイティド
  - Vol.109 (2015年6月10日)
  - Vol.113 (2016年2月10日)
  - Vol.115 (2016年6月10日)
  - Vol.121 (2017年6月10日)
- PF(ポーカーフェイス)Vol.2

(2015年12月19日) - アスペクト
- VDC Magazine - VDC(Vocal & Dance Collection)
  - 001 (2016年3月3日)
  - 002 (2016年10月26日)
  - 007 (2017年12月22日)
  - 017 (2020年10月23日)
- 週刊文春 2016年4月7日号 (2016年3月31日) - 文藝春秋
- EYESCREAM 2016年5月号

(2016年4月1日) - スペースシャワーネットワーク
- smart 2016年06月号 (2016年4月25日) - 宝島社
- IMADOKI!! Vol.2 (2016年5月25日) - 音楽専科社
- Zipper SUMMER号 (2016年6月23日) - 祥伝社
- 月刊バスケットボール - 日本文化出版
  - 2016年09月号 (2016年7月25日)
  - 2016年11月号 (2016年9月24日)
- IDOL AND READ - シンコーミュージック・エンタテイメント
  - 010 (2017年3月29日)
  - 027 (2021年6月30日)
- FRUiTS/idpmagazine MOOK - ストリート編集室
  - 『MIKIO SAKABE×∀iDOLstyle book』 (2017年4月15日)
  - 『MIKIO SAKABE×∀iDOLstyle book2』 (2018年7月2日)
- 週刊プレイボーイNo.33 (2017年7月31日) - 集英社
- 原宿POPUNITED vol.14 (2017年10月31日フリー配布)
- ライブ・エンタメWEBマガジン DI:GA 2018年12月号 VOL.278 - DISK GARAGE
- BOMB!2019年3月号 (2019年2月9日) - 学研プラス
- BRODY - 白夜書房
  - 2019年10月号 (2019年8月23日)
  - 2021年6月号 (2021年4月23日)
- BUBKA - 白夜書房
  - 2020年6月号[30] (2020年4月30日)
  - 2020年7月・8月合併号[31] (2020年6月30日)
  - 2020年10月号 (2020年8月31日)
  - 2021年1月号 (2020年11月30日)
  - 2021年6月号 (2021年4月30日)
- IDOL FILE  - シンコーミュージック・エンタテイメント
  - Vol.20 ELEGANCE (2021年1月15日)
  - Vol.22 Wedding Dress (2021年6月25日)
- Rolling Stone Japanvol.14 2021年5月号 (2021年3月25日) - ネコ・パブリッシング
- NYLON JAPAN2021年　6月号 (2021年4月28日) - カエルム
- bounce453号　EXTRA FEATURE (2021年8月25日フリー配布) - タワーレコードフリーマガジン
- WHITEgraph 009 (2022年11月22日) - 講談社
- 一ノ瀬みか WHITEgraph デジタル写真集 (2022年12月7日) - 講談社

## インタビュー
神宿時代
- 一ノ瀬みか、“理想のアイドル”へ「ずっとポジティブでいたいなと思います」＜神宿SP連載2020(1)＞ (2020年10月2日、WEBザテレビジョン)[32]
- 神宿・一ノ瀬みかが語る、「音楽の理解」を深めた上でのネクストステージ (2021年9月21日、Rolling Stone Japan(ローリングストーン ジャパン）)[33]

2022年活動再開以降
- 一ノ瀬みか復帰後初インタビュー、毎日泣いていた日々を救った3つの目標とファンの声 (2022年7月6日、ENTAME next)[6]
- 元アイドル・一ノ瀬みかが語る復帰への日々「心を壊してからは本当に困難ばかりでした」 (2022年10月29日、ENTAME next)[34]
- 元アイドル・一ノ瀬みかが思い描く"アイドルのために総合ケア施設"「夢を叶えたい子たちを支えたい」 (2022年10月29日、ENTAME next)[35]
- 2次元でも3次元でも活躍する新人Vsinger 一ノ瀬ミカちゃん (2023年2月14日、VTuber Yell)[36]
- 元神宿の一ノ瀬みか、音楽ユニットREVLUV結成　1stシングル「DBって」 (2024年5月22日、音楽ナタリー)[21]

## イベント
| 2022年 - 2024年 | 2022年 - 2024年                                                                     | 2022年 - 2024年                         | 2022年 - 2024年            |
| 日付            | イベント名                                                                          | 会場                                    | 備考                       |
| --------------- | ----------------------------------------------------------------------------------- | --------------------------------------- | -------------------------- |
| 2022年07月09日  | REFLEM × 一ノ瀬みか SPECIAL COLLABORATION LIMITED EVENT 一ノ瀬みかサイン会          | ラフォーレ原宿                          |                            |
| 2022年07月15日  | WithLIVEオンラインミート＆グリート                                                  | オンライン                              |                            |
| 2022年10月08日  | フォトグラファー・関根いおん写真展「今を翔ける」モデル在廊                          | 東急プラザ渋谷のポップアップスペース111 |                            |
| 2022年12月04日  | 一ノ瀬みか はじめてのチェキ会                                                       | 浅草橋ロゼスタジオ                      |                            |
| 2023年01月23日  | ゴー☆ジャス(宇宙海賊)×一ノ瀬ミカ×マックスむらい原宿竹下通り友林庵コラボ記念イベント | 東京カルチャーカルチャー                |                            |
| 2023年01月23日  | 一ノ瀬ミカ バースデーパーティー2023 トーク＆カバーミニライブ 【1部】【2部】         | Glade Park                              |                            |
| 2023年10月16日  | Bimi Fes turn 1                                                                     | Spotify O-EAST                          |                            |
| 2024年03月10日  | Girls Invasion                                                                      | SHIBUYA PLEASURE PLEASURE               | REVLUVデビュー対バンライブ |
| 2024年04月07日  | ACOUSTIC BIRTHDAY LIVE「ねえ、きいて」                                              | 下北沢440                               |                            |
| 2024年06月16日  | ACOUSTIC LIVE「ねえ、きいて」                                                       | 下北沢440                               |                            |